# Chrysometa sevillano
Chrysometa sevillano là một loài nhện trong họ Tetragnathidae.
Loài này thuộc chi Chrysometa. Chrysometa sevillano được Herbert W. Levi miêu tả năm 1986.